# Neal Schon
Neal Joseph Schon, ameriški kitarist, skladatelj in pevec nemškega rodu, * 27. februar 1954, Tinker Air Force Base, Oklahoma, ZDA. 
Schon je ameriški rock kitarist, skladatelj in vokalist, najbolj znan po sodelovanju v skupinah Journey in Bad English. Schon je zadnji originalni konstantni član skupine Journey in je sodeloval pri vseh albumih skupine. Pred ustanovitvijo skupine Journey je bil član skupine Santana, bil pa je tudi originalni član skupine Hardline.
23. avgusta 2013 je bil Schon sprejet v Glasbeno dvorano slavnih Oklahome.

## Zgodnje življenje in kariera
Schon se je rodil v letalski bazi Tinker Air Force Base v Oklahomi, kot sin Barbare in Matthewa Schon. Njegov oče je bil glasbenik, aranžer in skladatelj. Igral in poučeval je pihala. Njegova mati je bila pevka v big bandu. Schon je kitaro začel igrati okoli svojega petega leta. Kot hitri učenec se je v starosti 15 let pridružil skupini Santana. Schon je obiskoval srednjo šolo Aragon High School v San Mateu, vendar je bil pred zaključkom šolanja izključen. Schon je dejal, da ga je Eric Clapton vabil v skupino Derek and the Dominos, vendar se je raje pridružil Santani, s katero je posnel dva studijska albuma, Santana III in Caravanserai. Schon je prav tako igral pri skupini Azteca, leta 1973 pa je ustanovil skupino Journey, pri kateri še vedno igra.
Schonov kitarski stil je bil opisan kot soulovski, nanj so vplivali soul pevci 60. let kot so Aretha Franklin in Gladys Knight, pa tudi B. B. King. Nanj so vplivali tudi kitaristi kot so Eric Clapton, Jimi Hendrix, Carlos Santana in Wes Montgomery.
Poleg svojih petih solo albumov in 14 studijskih albumov s skupino Journey, je Schon sodeloval še s klaviaturistom Janom Hammerjem (dva albuma), Sammyjem Hagarjem, Paulom Rodgersom, skupinama Bad English in Hardline. Čeprav redno igra s skupino Journey, sodeluje Schon še v stranskih projektih kot so Piranha Blues (1999) in Black Soup Cracker, pri katerem sta sodelovala tudi Rosie Gaines in Michael Bland, v zadnjem času pa je sodeloval pri projektih Soul SirkUS skupaj z Jeffom Scottom Sotom.
Schona lahko slišimo tudi na drugih albumih, vključno na treh skladbah Boltonovega albuma, The Hunger. Schonov zvok je tu najbolj opazen pri skladbi "(Sittin' On) The Dock of the Bay". Skupaj z Larryjem Grahamom je igral v all-star skupini za funk pevko in nekdanjo ženo Milesa Davisa, Betty Davis. Schon je prav tako sodeloval pri snemanju albuma Big City, Lennyja Whita.

## Kitare
Schonova prva kitara je bila akustična Stella, čez dve leti pa je dobil kitaro Gibson ES-335. Ko so mu to kitaro ukradli, jo je nadomestil z re-izdajo '56 Les Paul Goldtop, ki jo je dolgo uporabljal. Schon je dolgo uporabljal kitare znamke Gibson, imel pa je tudi lasten model kitare Les Paul Neal Schon Signature Model Custom Les Paul. Podjetje Gibson naj bi, po podatkih lastne spletne strani, proizvedlo le 35 kitar in 80 po podatkih Nealove spletne strani. Na solo albumu Beyond the Thunder (1995) je uporabljal kitare znamke Godin, kasneje pa kitare znamke Paul Reed Smith. Konec 80. let je Schon oblikoval lastno serijo kitar znamk Jackson Guitars in Larrivée. Podjetje Jackson Guitars je proizvedlo ok. 200 kitar z imenom "Schon". Belo kitaro "Schon" lahko opazimo v videospotu skladbe "Girl Can't Help It", skupine Journey, zlato različico kitare pa lahko opazimo v videospotih skladb "I'll Be Alright Without You" in "Be Good to Yourself". Kitaro Gibson Les Paul Super Custom lahko opazimo v videospotu skladbe "Anyway You Want It", skupine Journey. V zadnjem času je Schon uporabljal sedem-strunsko kitaro Ibanez Universe, ki jo je prejel kot darilo s strani Steva Vaija, kar je navedeno v brošuri dvojnega albuma Double Eclipse, skupine Hardline. Pri skladbi "Lights", uporablja kitaro Fender Stratocaster, skupaj s Floyd Rose tremolom.
Od leta 2008 Schon uporablja kitarske pedale znamke Xotic, model Vox Satrian, občasno pa tudi wah pedal, Buddyja Guyja.
V intervjuju leta 2007 je Neal potrdil, da je imel zaradi zelo glasnega igranja tinitus.
Trenutno Schon uporablja kitare znamke Paul Reed Smith, ki je izdelala dva njegova modela s prefixom "NS" - NS-14 in NS-15.

## Zasebno življenje
Septembra 2011 je Schon javno potrdil, da je v razmerju z Michaele Salahi, ki je leta 2009 povzročila incident na večerji v Beli hiši, nastopila v seriji "The Real Housewives" in nenadoma zapustila svojega moža, Tareqa Salahija, da je začela razmerje s Schonom. Tako Schon kot Salahijeva sta dejala, da sta bila v razmerju že v začetku 90. let in sta bila skupaj zelo srečna.
14. oktobra 2012 je Schon, med dobrodelnim koncertom v operi Lyric Opera House v Baltimoru, Maryland, zaprosil Michaele in ji ponudil ovalni 11.42 karatni diamantni zaročni prstan. Poroka bi bila Schonova peta in Michaelina druga.
Poročila sta se 15. decembra 2013 na "pay-pre-view" poroki, ki je bila v živo predvajana iz Palace of Fine Arts v San Franciscu.
Štirje zakoni, izmed Schonovih petih, so se končali z ločitvijo. S svojo drugo ženo, Beth Buckley, ima dva otroka, enega ima s tretjo ženo, Dino Gioeli in dva s četrto ženo, Amber Kozan. S svojo prvo ženo, Teno Austin ni imel otrok. Imena njegovih otrok so Miles, Lizzy, Sarah, Aja in Sophie.

## Diskografija
| - Late Nite (1989) - Beyond the Thunder (1995) - Electric World (1997) - Piranha Blues (1999) - Voice (2001) - I on U (2005) - The Calling (2012) - So U (2014) - Vortex (2015) - Santana III (1971) - Caravanserai (1972) - Santana IV (2016) Studijski albumi - Journey (1975) - Look into the Future (1976) - Next (1977) - Infinity (1978) - Evolution (1979) - Departure (1980) - Escape (1981) - Frontiers (1983) - Raised on Radio (1986) - Trial by Fire (1996) - Arrival (2001) - Generations (2005) - Revelation (2008) - Eclipse (2011) - Untold Passion (1981) - Here to Stay (1982) - Through the Fire (1984) - Bad English (1989) - Backlash (1991) | - Hot Cherie EP (1992) - Double Eclipse (1992) - Can't Find My Way EP (1992) - II (2002) - Muddy Water Blues: A Tribute to Muddy Waters (1993) - The Hendrix Set (1993) - Now - Paul Rodgers & Friends Live at Montreux 1994 (2011) - All One People (1995) - Abraxas Pool (1997) - World Play (2005) - Betty Davis – Betty Davis (1973) - Robert Fleischman – Perfect Stranger (1979) - Sammy Hagar – Danger Zone (1980) - Tané Cain – Tané Cain (1983) - Silver Condor – Trouble at Home (1983) - Hear 'n Aid – Stars (1985) - Gregg Rolie – Gregg Rolie (1985) - Eric Martin – Eric Martin (1985) - Joe Cocker – Cocker (1986) - Gregg Rolie – Gringo (1987) - Michael Bolton – The Hunger (1987) - Jimmy Barnes – Freight Train Heart (1987) - The Allman Brothers Band – Where It All Begins (1994) - Frederiksen/Phillips – Frederiksen/Phillips (1995) - Various artists – Merry Axemas, Vol. 2: More Guitars for Christmas (1998) - Trichromes – Trichromes (2002) - Mickey Thomas – Over the Edge (2004) - Beth Hart – "Les Paul & Friends: American Made World Played" (2005) - Sammy Hagar – Cosmic Universal Fashion (2008) - Gary Schutt – Loss 4 Words (2008) - Lee Ritenour – Lee Ritenour's 6 String Theory (2010) - Eric Martin – Mr. Rock Vocalist (2012) - Revolution Saints – Revolution Saints (2015) |